# Lone Hørslev
Lone Hørslev (født 29. november 1974 i Køge) er en dansk forfatter og digter. Hun er opvokset i Holstebro og uddannet fra Forfatterskolen 2003. Hun har desuden lavet musik med bl.a. Mads Mouritz, Solveig Sandnes og Jesper Mechlenburg.

## Udgivelser
- TAK, 2001 Gyldendal (digte)
- Ærgerligt, ærgerligt, 2003 Gyldendal (digte)
- Et digt, som at prøve at huske, er en bevægelse med hele kroppen, 2003 Adressens forlag (digte)
- Fjerne galakser er kedelige, 2005 Gyldendal (roman)
- Lige mig, 2007 Gyldendal (digte)
- Så er det sagt (som Mouritz/Hørslev Projektet), 2007 Sonet Records
- Naturlige fjender, 2008 Athene (roman)
- Jeg ved ikke om den slags tanker er normale, 2009 Forlaget Hjørring (digte)
- Lyserød lyseblå beige (som Er De Sjældne), 2009 Geiger Records
- Sorg og camping, 2010 C&K Forlag (roman)
- La'os, 2012
- Dyrets år, 2014 C&K Forlag (roman)
- En ordentlig mundfuld, 2017 Rosinante (noveller)
- Dagene er data, 2018 Rosinante (digte)
- Halvt i Himlen, 2021 Politikens Forlag (roman)